# Carlos Soria

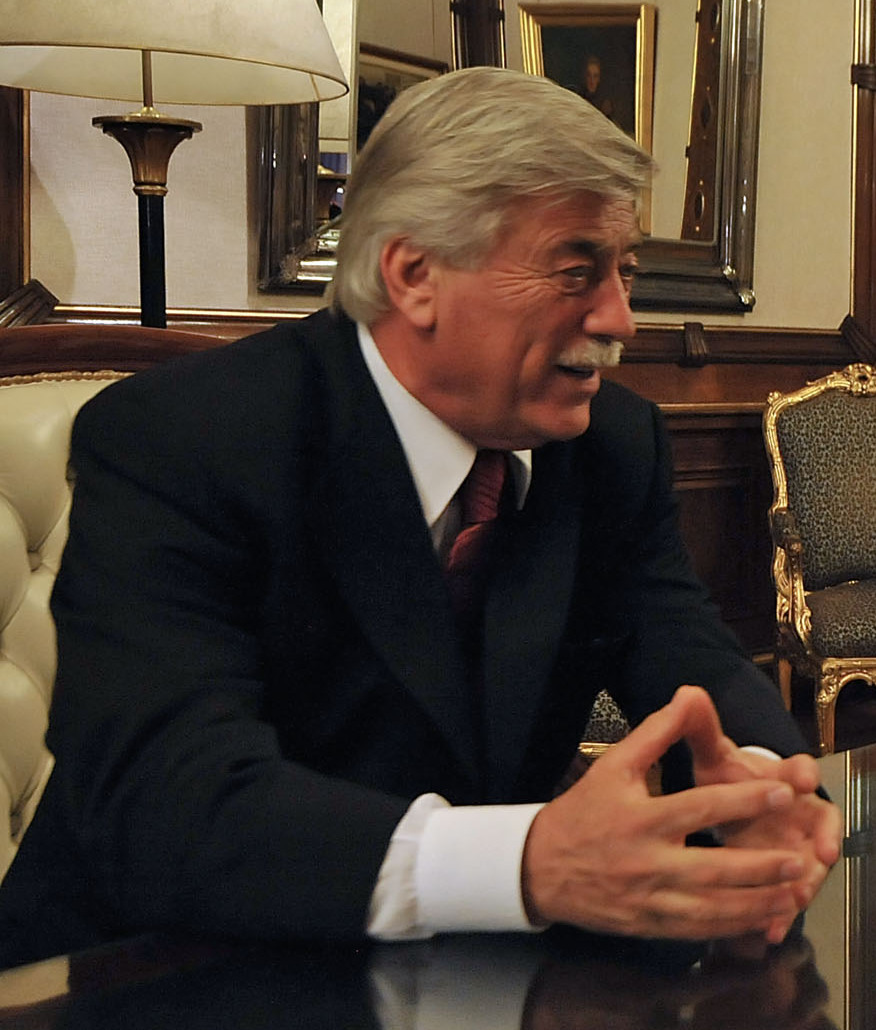
Carlos Soria (September 2011)

Carlos Ernesto Soria (* 1. März 1949 in Bahía Blanca, Provinz Buenos Aires, Argentinien; † 1. Januar 2012 in General Roca, Provinz Río Negro, Argentinien) war ein argentinischer Rechtsanwalt und Politiker der Peronistischen Partei, der zuletzt Gouverneur der Provinz Río Negro war.

## Leben
Soria studierte nach dem Schulbesuch Rechtswissenschaften an der Universidad de Buenos Aires und war nach seiner anwaltlichen Zulassung als Rechtsanwalt tätig.
Seine politische Laufbahn begann er, als er am 10. Dezember 1983 erstmals zum Mitglied der Abgeordnetenkammer (Cámara de Diputados) und dort bis zum 21. September 1999 die Provinz Río Negro vertrat. Im Anschluss wurde er Minister für Justiz und Sicherheit in der Regierung der Provinz Buenos Aires, gab dieses Amt allerdings schon nach wenigen Wochen am 10. Dezember 1999 an Aldo Rico ab. Stattdessen wurde er wiederum zum Mitglied der Abgeordnetenkammer gewählt, in der er nunmehr bis zum 2. Januar 2002 die Provinz Buenos Aires vertrat.
Am 2. Januar 2002 ernannte Präsident Eduardo Duhalde zum Minister für die Nachrichtendienste (Secretaría de Inteligencia). In dieser Funktion war er bis zu seiner Ablösung durch Miguel Ángel Toma am 10. Juli 2002 zuständig für das System der Geheimdienste Argentiniens, das Sistema de Inteligencia Nacional.
Bei den Gouverneurswahlen vom 30. August 2003 kandidierte er erstmals für das Amt des Gouverneurs der Provinz Río Negro, unterlag aber mit 30,2 Prozent dem Kandidaten der Unión Cívica Radical (UCR) und bisherigen Bürgermeister der Stadt General Roca, Miguel Saiz, der 32,6 Prozent der Wählerstimmen erhielt, während der Drittplatzierte Julio Arriaga von der Provinzpartei Encuentro por los Rionegrinos auf 20,5 Prozent der Wählerstimmen kam. Am 10. Dezember 2003 wurde Soria dann als Nachfolger von Miguel Saiz zum Bürgermeister von General Roca gewählt und behielt dieses Amt bis zum 9. Dezember 2011.
Bei den Gouverneurswahlen am 25. September 2011 wurde er als Kandidat Frente para la Victoria, einer Wahlallianz innerhalb der Peronistischen Partei, mit 49 Prozent der Wählerstimmen zum Gouverneur der Provinz Río Negro gewählt, während sein Gegenkandidat César Barbeito von der Concertación para el Desarrollo rund 36 Prozent der Stimmen erhielt. Er bekleidete diese Funktion nach seiner Vereidigung am 9. Dezember 2011 bis zu seinem Tod durch einen Kopfschuss im Schlafzimmer seines Landsitzes am 1. Januar 2012. Nach seinem Tod übernahm der bisherige Vizegouverneur Alberto Weretilneck kommissarisch das Amt des Gouverneurs. Einen Tag nach seinem Tod wurde seine Ehefrau Susana Freydoz wegen des Verdachts der Tötung festgenommen.